# Google Pay
Google Pay (voorheen Android Pay) is een mobiel betalingssysteem ontwikkeld door Google LLC. De dienst werd voor het eerst op 10 september 2015 uitgebracht als Android Pay en hernoemd naar Google Pay in 2018.

## Beschrijving
Met Google Pay beheert men een digitale portemonnee en is het mogelijk betalingen via een smartphone te doen. De dienst werkt met alle Android-versies vanaf 5.0 (Lollipop) en een ingebouwde NFC-chip.
Bij de start van de dienst waren er al meer dan een miljoen winkels waarbij met Google Pay betaald kon worden. De optie om binnen apps te betalen met Google Pay / Android Pay is sinds december 2015 beschikbaar.
Begin 2018 maakte Google bekend dat de twee diensten Android Pay en Google Wallet in de toekomst zouden worden samengevoegd onder het merk Google Pay. De uitrol van Google Pay begon op 20 februari 2018.
Begin 2019 werd bekend dat Google Pay erkend was als digitaal betaalmiddel in de EU. Op 17 november 2020 kwam Google Pay beschikbaar in tien Europese landen, waaronder Nederland.
In 2021 is Google Pay wereldwijd beschikbaar in 40 landen.

## Technologie
Google Pay maakt gebruik van de NFC-chip van de smartphone om betaalgegevens te versturen naar de ontvanger. Het vervangt hierbij de creditcard of pinpas bij de kassa. Door middel van twee-factor-authenticatie en een fysieke goedkeuring zoals een vingerafdruk of cijfercode kunnen geen ongewenste betalingen worden gedaan.
Gebruikers kunnen een kaart toevoegen door een foto van de kaart te maken of de gegevens handmatig in te voeren. Om te betalen, dient de gebruiker de smartphone vlak naast de kassa te houden. De winkelier krijgt geen informatie over bankgegevens maar een dynamische beveiligingscode voor elke transactie.